# Copa Sul-Americana de Marcha Atlética de 2001
A 13º Copa Sul-Americana de Marcha Atlética de 2001 foi realizado na cidade de Cuenca, no Equador, entre 27 e 28 de outubro de 2001. Participaram do evento pelo menos 76 atletas de seis nacionalidades membros da CONSUDATLE. Essa edição foi realizado em conjunto com a Copa Pan-Americana de Marcha Atlética de 2001, sendo extraído desse evento somente os resultados da marcha atlética 20km (masculino e feminino) na categoria sênior. Os demais resultados 35 km masculino sênior, júnior, júniores (ambos masculino e feminino) fazem parte da Copa Sul-Americana de Marcha Atlética. 

## Medalhistas
| Evento                 | Ouro                        | Ouro                    | Prata                    | Prata                   | Bronze                      | Bronze                  |
| ---------------------- | --------------------------- | ----------------------- | ------------------------ | ----------------------- | --------------------------- | ----------------------- |
| Maculino               |                             |                         |                          |                         |                             |                         |
| 20 km sênior           | Jefferson Pérez (ECU)       | 1:26:21                 | Cristián Muñoz (CHI)     | 1:30:00                 | Fausto Quinde (ECU)         | 1:30:06                 |
| 35 km sênior           | Fausto Quinde (ECU)         | 2:56:58                 | Edwin Centeno (PER)      | 3:01:49                 | Luis Figueroa (CHI)         | 3:03:56                 |
| 10 km júnior (Sub-20)  | Andrés Chocho (ECU)         | 45:55                   | Víctor Marín (PER)       | 45:56                   | Gustavo Restrepo (COL)      | 46:42                   |
| 10 km juvenil (Sub-18) | Juan Carlos Sandy (BOL)     | 47:50                   | Oswaldo Ortega (ECU)     | 48:14                   | German Rivillas (COL)       | 50:42                   |
| Equipe masculino       |                             |                         |                          |                         |                             |                         |
| 20 km sênior           | Equador                     | 10 pts                  |                          |                         |                             |                         |
| 35 km sênior           | Desconhecido                | Desconhecido            | Desconhecido             | Desconhecido            | Desconhecido                | Desconhecido            |
| 10 km júnior (Sub-20)  | Equador                     | 11 pts                  |                          |                         |                             |                         |
| 10 km juvenil (Sub-18) | Equador                     | 13 pts                  |                          |                         |                             |                         |
| Feminino               |                             |                         |                          |                         |                             |                         |
| 20 km sênior           | Geovana Irusta (BOL)        | 1:40:23                 | Cristina Bohórquez (COL) | 1:46:55                 | Gianetti Bonfim (BRA)       | 1:46:55                 |
| 10 km júnior (Sub-20)  | Luisa Paltin (ECU)          | 53:56                   | Mabel Oncebay (PER)      | 54:30                   | Alessandra Picagevicz (BRA) | 55:36                   |
| 5 km juvenil (Sub-18)  | Alessandra Picagevicz (BRA) | 24:26                   | Gina Meneses (COL)       | 26:19                   | Johana Ordóñez (ECU)        | 27:11                   |
| Feminino equipe        |                             |                         |                          |                         |                             |                         |
| 20 km sênior           | Nenhuma equipe terminou     | Nenhuma equipe terminou | Nenhuma equipe terminou  | Nenhuma equipe terminou | Nenhuma equipe terminou     | Nenhuma equipe terminou |
| 10 km júnior (Sub-20)  | Equador                     | 14 pts                  | Brasil                   | 17 pts                  |                             |                         |
| 5 km juvenil (Sub-18)  | Equador                     | 14 pts                  |                          |                         |                             |                         |

## Resultados

### Masculino sênior 20 km
Individual
| Posição           | Atleta                          | Tempo   |
| ----------------- | ------------------------------- | ------- |
| Medalha de ouro   | Jefferson Pérez ECU             | 1:26:21 |
| Medalha de prata  | Cristián Muñoz CHI              | 1:30:00 |
| Medalha de bronze | Fausto Quinde ECU               | 1:30:06 |
| 4                 | Marco Taype PER                 | 1:37:13 |
| 5                 | Hugo Aros CHI                   | 1:37:33 |
| 6                 | Juan Albarracín ECU             | 1:55:38 |
| 7                 | Angel Pucha ECU                 | 2:02:52 |
| —                 | José Alessandro Baggio BRA      | DSQ     |
| —                 | Mário José dos Santos BRA       | DSQ     |
| —                 | Francielo de Souza Medeiros BRA | DSQ     |
| —                 | Luis Fernando López COL         | DSQ     |

Equipe
| Posição         | Nacionalidade | Pontos |
| --------------- | ------------- | ------ |
| Medalha de ouro | Equador       | 10 pts |

### Masculino sênior 35 km
Individual
| Posição           | Atleta            | Tempo   |
| ----------------- | ----------------- | ------- |
| Medalha de ouro   | Fausto Quinde ECU | 2:56:58 |
| Medalha de prata  | Edwin Centeno PER | 3:01:49 |
| Medalha de bronze | Luis Figueroa CHI | 3:03:56 |
| Incompleto        |                   |         |

### Masculino júnior (Sub-20) 10 km
Individual
| Posição           | Atleta               | Tempo   |
| ----------------- | -------------------- | ------- |
| Medalha de ouro   | Andrés Chocho ECU    | 45:55   |
| Medalha de prata  | Víctor Marín PER     | 45:56   |
| Medalha de bronze | Gustavo Restrepo COL | 46:42   |
| 4                 | Xavier Malacatus ECU | 48:02   |
| 5                 | Rafael Duarte BRA    | 48:39   |
| 6                 | Flavio Maldonado ECU | 50:40   |
| 7                 | David Guevara ECU    | 50:41   |
| 8                 | Edison Placencia ECU | 54:51   |
| 9                 | Edgar Cudco ECU      | 1:03:21 |
| —                 | Diogo Gamboa BRA     | DSQ     |
| —                 | Dionisio Neira PER   | DSQ     |
| —                 | Luiz dos Santos BRA  | DNF     |
| —                 | Jorge Aguilar PER    | DNF     |

Equipe
| Posição         | Nacionalidade | Pontos |
| --------------- | ------------- | ------ |
| Medalha de ouro | Equador       | 11 pts |

### Masculino juvenil (Sub-18) 10 km
Individual
| Posição           | Atleta                 | Tempo |
| ----------------- | ---------------------- | ----- |
| Medalha de ouro   | Juan Carlos Sandy BOL  | 47:50 |
| Medalha de prata  | Oswaldo Ortega ECU     | 48:14 |
| Medalha de bronze | German Rivillas COL    | 50:42 |
| 4                 | Carlos Borgoño CHI     | 51:10 |
| 5                 | Camilo Litardo ECU     | 51:46 |
| 6                 | Cristian González ECU  | 54:02 |
| 7                 | Robinson Vivar ECU     | 55:32 |
| 8                 | David Villafuerte ECU  | 56:22 |
| 9                 | Daniel Voigt BRA       | 56:52 |
| 10                | Luis Quinde ECU        | 58:26 |
| 11                | José Luis Muñoz ECU    | 59:35 |
| 12                | Luis Caldas ECU        | 59:37 |
| —                 | Andres Cabrea ECU      | DSQ   |
| —                 | Miguel Quisnancela ECU | DSQ   |

Equipe
| Posição         | Nacionalidade | Pontos |
| --------------- | ------------- | ------ |
| Medalha de ouro | Equador       | 13 pts |

### Feminino sênior 20 km
Individual
| Posição           | Atleta                 | Tempo   |
| ----------------- | ---------------------- | ------- |
| Medalha de ouro   | Geovana Irusta BOL     | 1:40:23 |
| Medalha de prata  | Cristina Bohórquez COL | 1:46:55 |
| Medalha de bronze | Gianetti Bonfim BRA    | 1:46:55 |
| 4                 | Tânia Spindler BRA     | 1:52:50 |
| 5                 | Gima Castelo ECU       | 1:53:41 |
| 6                 | Mónica Sánchez ECU     | 2:05:33 |
| —                 | Miriam Gutiérrez ECU   | DSQ     |
| —                 | Rosemar Piazza BRA     | DNF'    |

### Feminino júnior (Sub-20) 10 km
Individual
| Posição           | Atleta                    | Tempo   |
| ----------------- | ------------------------- | ------- |
| Medalha de ouro   | Luisa Paltin ECU          | 53:56   |
| Medalha de prata  | Mabel Oncebay PER         | 54:30   |
| Medalha de bronze | Alessandra Picagevicz BRA | 55:36   |
| 4                 | Johana Peña COL           | 56:32   |
| 5                 | Cisiane Lopes BRA         | 57:03   |
| 6                 | Leidi Tena ECU            | 58:50   |
| 7                 | Alexandra Ortíz ECU       | 59:26   |
| 8                 | Carla Litardo ECU         | 1:00:46 |
| 9                 | Larisa da Silva BRA       | 1:00:55 |
| 10                | Viviana Astudillo ECU     | 1:01:54 |
| —                 | Ariana Quino Salazar BOL  | DSQ     |
| —                 | Elizabeth Ramos PER       | DSQ     |
| —                 | Lizbeth Zúñiga PER        | DNF     |

Equipe
| Posição          | Nacionalidade | Pontos |
| ---------------- | ------------- | ------ |
| Medalha de ouro  | Equador       | 14 pts |
| Medalha de prata | Brasil        | 17 pts |

### Feminino juvenil (Sub-18) 5 km
Individual
| Posição           | Atleta                    | Tempo |
| ----------------- | ------------------------- | ----- |
| Medalha de ouro   | Alessandra Picagevicz BRA | 24:26 |
| Medalha de prata  | Gina Meneses COL          | 26:19 |
| Medalha de bronze | Johana Ordóñez ECU        | 27:11 |
| 4                 | Josette Sepúlveda CHI     | 27:25 |
| 5                 | Elizabeth Bravo ECU       | 27:54 |
| 6                 | Adriana Jara ECU          | 28:06 |
| 7                 | Patricia Amboya ECU       | 28:24 |
| 8                 | Gabriela Cornejo ECU      | 30:01 |
| 9                 | Veronica Morales ECU      | 30:07 |
| 10                | Mayra Tutillo ECU         | 30:12 |
| —                 | Juana Cachi PER           | DSQ   |
| —                 | Johana Malla ECU          | DSQ   |
| —                 | Leydi Palomino PER        | DSQ   |
| —                 | Angela Ramos PER          | DSQ   |
| —                 | Norma Tenesaca ECU        | DSQ   |

Equipe
| Posição         | Nacionalidade | Pontos |
| --------------- | ------------- | ------ |
| Medalha de ouro | Equador       | 14 pts |

## Participantes
A participação de pelo menos 76 atletas de 6 países é relatada. 
| - Bolívia (3) - Brasil (14) | - Chile (5) - Colômbia (6) | - Equador (37) - Peru (11) |